# Обряды перехода
Обряд перехода — ритуальная церемония, обозначающая и формально закрепляющая переход индивида или группы людей в новую социальную категорию и приобретение ими нового социального статуса. Концепция обрядов перехода была впервые сформулирована Арнольдом ван Геннепом в книге «Обряды перехода»; согласно его определению, обряд перехода — это последовательность церемоний, сопровождающих переход из одного состояния в другое, из одного мира (космического или общественного) — в другой. Сегодня этот термин также используется для описания различных ключевых моментов в жизни человека, маркирующих переход с изменением социального статуса. Работа ван Геннепа оказала большое влияние на развитие этнографии и социологии.

## Наиболее распространенные обряды перехода
Наиболее часто обрядами перехода сопровождаются определённые этапы, распространенные в большинстве культур. Таковыми являются: рождение, достижение социальной зрелости, брак, отцовство, повышение общественного положения, профессиональная специализация, смерть. Каждое из этих явлений сопровождается ритуалами, у которых одна и та же цель: обеспечить человеку переход из одного определённого состояния в другое, столь же определённое. Именно поэтому так схожи церемонии, сопровождающие рождение, детство, достижение социальной зрелости, обручение, вступление в брак, беременность/отцовство, приобщение к религиозным сообществам, похороны.

## Этапы классического обряда перехода
Ван Геннеп выделяет особые категории обрядов перехода: обряды отделения (прелиминарные), обряды промежуточные (лиминарные) и обряды включения (постлиминарные). Эти три категории могут быть в разной степени выражены в одном и том же церемониальном цикле. К примеру, погребальные церемонии в основном включают в себя обряды отделения, свадебные церемонии — обряды включения, а промежуточные обряды наиболее распространены при беременности, обручении, инициации и сведены до минимума при усыновлении, повторных родах, повторном браке и т. д. На практике полная схема обрядов перехода со всеми этапами далеко не всегда сбалансирована по значению этих этапов и степени их разработки.